# 1631 Копф
1631 Копф (1631 Kopff) — астероїд головного поясу, відкритий 11 жовтня 1936 року.
Тіссеранів параметр щодо Юпітера — 3,598.